# Apolo (Bolívia)
Apolo, capital da província Franz Tamayo (antiga Caupolicán), está localizada ao norte do Departamento de La Paz, Bolívia. Apolo se caracteriza principalmente por seus vales arborizados e húmidos, clima agradável, amplitude, salubridade, pastos, arroios e suas riquezas naturais.

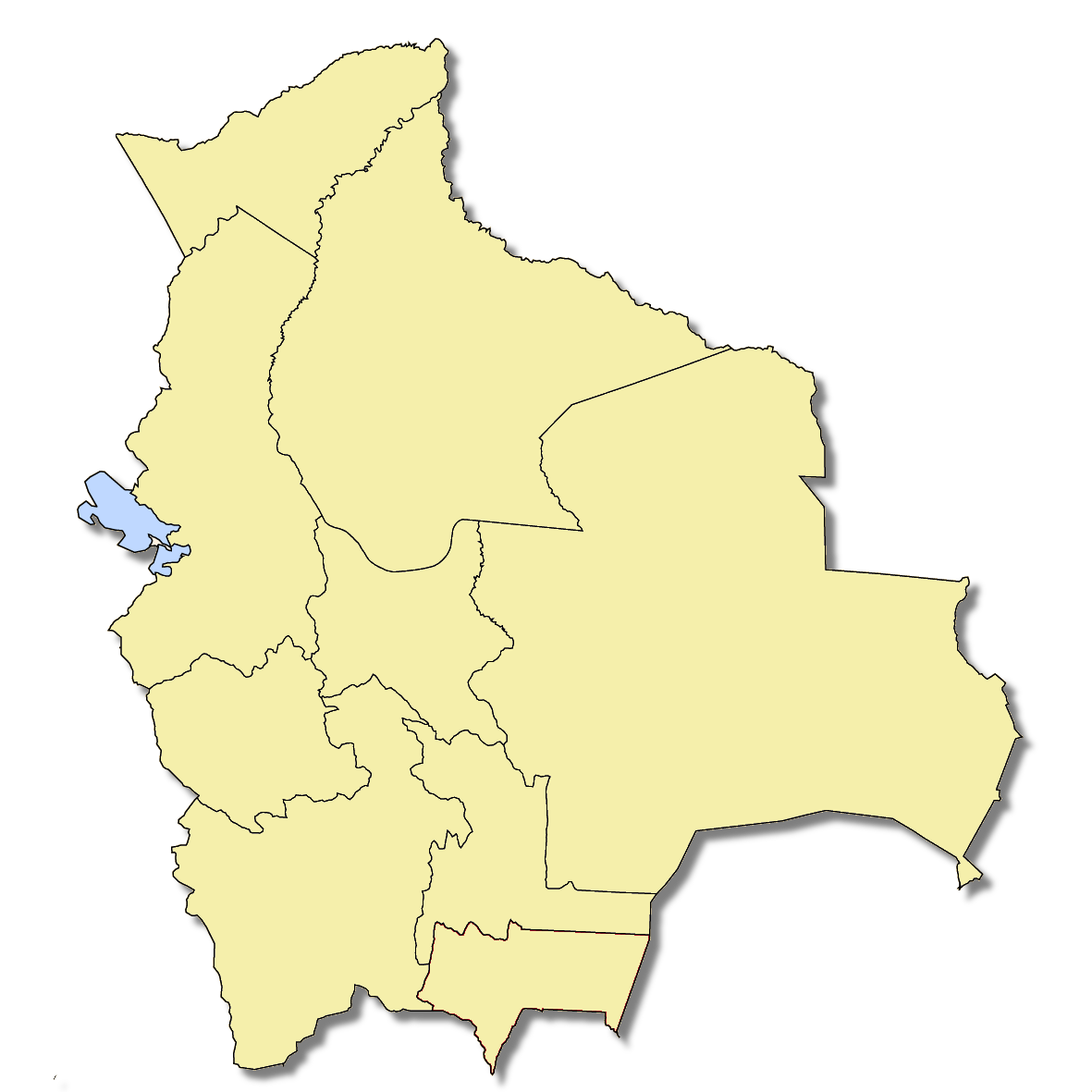
Departamentos da Bolívia.